# Sistema venós portal
Hi ha un subtipus de sistema circulatori en els vertebrats, el sistema venós portal o, senzillament, sistema portal, en el qual la sang després d'arribar a un primer llit capil·lar passa a un segon llit capil·lar a través de venes (en lloc d'anar al cor); la sang des d'aquest segon llit capil·lar sí que finalment anirà al cor. Tant els llits capil·lars com els vasos sanguinis que els connecten es consideren part del sistema venós portal.
Hi ha tres sistemes venosos portals: el sistema portal hepàtic, el sistema portal hipofisiari i el sistema portal renal. si no s'especifica més, el sistema venós portal normalment es refereix al sistema portal hepàtic. Per aquest motiu, la vena portal es refereix habitualment a la vena porta hepàtica.
La importància funcional d'aquest sistema és que transporta productes d'una regió directament a una altra regió en concentracions relativament altes. Si el cor estigués implicat en la circulació sanguínia entre aquestes dues regions, aquests productes es repartirien per la resta del cos.